# Lough Swilly
Lough Swilly (irl. Loch Súilí) – zatoka podobna do fiordu, leżąca w Irlandii pomiędzy wschodnią częścią półwyspu Inishowen w hrabstwie Donegal i resztą północnego Donegalu.
Na północnych krańcach półwyspu znajdują się przylądki Inishowen Head i Dunaff Head. Miasta położone nad lough (irlandzkie pojęcie oznaczające m.in. zatokę) to Buncrana i Rathmullan. Na południowym krańcu Lough Swilly leży Letterkenny.
Zatoka była używana jako port przez Royal Navy podczas I wojny światowej. Brytyjczycy zbudowali też sporo fortów aby chronić zatokę, których ruiny można zobaczyć na przylądku Lenan Head, Dunree i Buncranie.